# Espacio ba
En matemáticas, un espacio ba (denotado como {\displaystyle ba(\Sigma )}) de un álgebra de conjuntos {\displaystyle \Sigma } es el espacio de Banach que consta de todas las medidas con signo acotadas finitamente aditivas en {\displaystyle \Sigma }. La norma se define como variación, es decir {\displaystyle \|\nu \|=|\nu |(X).}
Si Σ es una σ-álgebra, entonces el espacio {\displaystyle ca(\Sigma )} se define como el subconjunto de {\displaystyle ba(\Sigma )} que consta de medidas numerablemente aditivas. La notación ba es una regla mnemotécnica en inglés para "bounded additive" (aditivo acotado) y ca es la abreviatura de "countably additive" (aditivo numerable).
Si X es un espacio topológico, y Σ es el álgebra sigma de un conjunto de Borel en X, entonces {\displaystyle rca(X)} es el subespacio de {\displaystyle ca(\Sigma )} que consta de todas las medidas de Borel regulares en X.

## Propiedades
Los tres espacios están completos (es decir, son espacios de Banach) con respecto a la misma norma definida por la variación total y, por lo tanto, {\displaystyle ca(\Sigma )} es un subconjunto cerrado de {\displaystyle ba(\Sigma )} y {\displaystyle rca(X)} es un conjunto cerrado de {\displaystyle ca(\Sigma )} para Σ el álgebra de Borel establecida en X. El espacio de funciones simples en {\displaystyle \Sigma } es denso en {\displaystyle ba(\Sigma )}.
El espacio ba del conjunto potencia de los números naturales, ba(2N), a menudo se denota simplemente como {\displaystyle ba} y es un isomorfismo respecto al espacio dual del espacio ℓ∞.

### Dual de B(Σ)
Sea B(Σ) el espacio de funciones Σ-medibles acotadas, equipadas con la norma del supremo. Entonces, ba(Σ) = B(Σ)* es el espacio dual de B(Σ). Este resultado se debe a Hildebrandt y Fichtenholtz & Kantorovich. Este es un tipo de teorema de representación de Riesz que permite representar una medida como un funcional lineal en funciones medibles. En particular, este isomorfismo permite definir la integración con respecto a una medida finitamente aditiva (téngase en cuenta que la integral de Lebesgue habitual requiere aditividad numerable). Este resultado se debe a Dunford & Schwartz, y se utiliza a menudo para definir la integral con respecto a la medida vectorial, y especialmente a la medida de Radon con valores vectoriales.
El dual topológico de ba(Σ) = B(Σ)* es fácil de visualizar. Existe una dualidad algebraica obvia entre el espacio vectorial de todas las medidas finitamente aditivas σ en Σ y el espacio vectorial de funciones simples ({\displaystyle \mu (A)=\zeta \left(1_{A}\right)}). Es fácil comprobar que la forma lineal inducida por σ es continua en la supra norma si σ está acotada, y el resultado se deduce de que una forma lineal en el subespacio denso de funciones simples se extiende a un elemento de B(Σ)* si es continuo en la supra norma.

### Dual deL∞(μ)
Si Σ es una σ-álgebra y μ es una medida positiva sigma aditiva en Σ, entonces el espacio Lp L∞(μ) dotado con la norma del supremo esencial es por definición el espacio cociente de B(Σ) por el subespacio cerrado de funciones nulas μ acotadas:
{\displaystyle N_{\mu }:=\{f\in B(\Sigma ):f=0\ \mu {\text{-almost everywhere}}\}.}
El espacio dual de Banach L∞(μ)* es, por tanto, isomorfo a
{\displaystyle N_{\mu }^{\perp }=\{\sigma \in ba(\Sigma ):\mu (A)=0\Rightarrow \sigma (A)=0{\text{for any }}A\in \Sigma \},}
es decir. el espacio de medidas con signo sigma aditivas en Σ que son absolutamente continuas con respecto a μ (μ-a.c. para abreviar).
Cuando el espacio de medida es además de medida sigma-finita entonces L∞(μ) es a su vez dual a L1(μ), que por el teorema de Radon–Nikodym se identifica con el conjunto de todas las medidas μ-a.c. sigma aditivas.
En otras palabras, la inclusión en el bidual
{\displaystyle L^{1}(\mu )\subset L^{1}(\mu )^{**}=L^{\infty }(\mu )^{*}}
es isomorfa a la inclusión del espacio de medidas acotadas μ-a.c. numerablemente aditivas dentro del espacio de todas las medidas acotadas μ-a.c. finitamente aditivas.